# 本間大嗣
本間 大嗣（ほんま ひろつぐ、1963年11月18日 - ）は、北海道出身のドラマー。
FLATBACKER、LOUDNESSを経て、2001年から2013年まで再結成したANTHEMに参加。キーボーディストの三国義貴は従兄弟にあたる。

## 来歴
中学生の頃にキッスの影響でロックに目覚め、ドラムを始める。
1985年、FLATBACKERでメジャー・デビュー。
1986年、2ndアルバム『餌』リリース後、渡米。
1987年、FLATBACKERからバンド名をE・Z・Oに変更し、アミューズに移籍。プロデューサーにキッスのジーン・シモンズを迎え、アルバム『E・Z・O』で海外デビューを果たす。
1990年、E・Z・O解散。1992年、帰国。浜田麻里のツアーにサポートドラマーとして参加。
1994年、LOUDNESSに加入。2000年、第4期LOUDNESS解散。
2001年、再結成ANTHEMに参加。
2004年末、長年問題を抱えていた膝の痛みが悪化したことで手術を受け、2005年7月まで活動休止。ANTHEMは元メンバー大内貴雅をサポートドラマーとして参加させ事態に対応。
2008年7月3日、自宅付近をオートバイで走行中、接触転倒事故に遭遇。転倒の際に膝を強打し全治1ヶ月と診断される。7月26日・8月29日のCLUB CITTA'2公演はサポートドラマーで行った。9月7日付の自身のHPでにリハビリで順調に回復していることを告知。
2009年3月28日のANTHEMのライブより復帰。
2012年春から体調回復のため、ドラマーとしての活動の無期限休止を発表。
2013年4月27日、健康上の理由でANTHEMを脱退。
2023年11月18日、還暦を迎えた記念にCLUB CITTA'で『Hirotsugu Homma 60th Birth Anniversary HIRO FEST』を開催。出演者はSEX MACHINEGUNS、打首獄門同好会、NAKED MACHINE、T.R.I、FLASHBACKER。このうち本間はNAKED MACHINE、T.R.I、FLASHBACKERの3組でドラムを演奏した。FLASHBACKERは下山武徳、ANCHANG、junko（打首獄門同好会）を迎えたFLATBACKERのトリビュートバンドである。

## 人物
アウトドア派であり、バイクでのツーリングや釣り、キャンプなどが趣味。ANTHEMの柴田直人の話では、いつも山か遠くにいるせいで電話をかけても電波の届かない場所にいることもあり、重要な話をしたい時にも繋がらないとのこと。
ANTHEMのメンバーによれば、料理の腕も店を出せるほどの腕前であり、柴田曰く「本間君は万が一バンドがダメになっても、お店が持てるぐらい、あらゆる料理に精通しています」。
つのだ☆ひろ主催の『サマードラムスクール』の講師として参加しており（2008年は上記の事故の為、不参加）。つのだからは「本間君には、いつもサマードラムスクールの講師をお願いしている。まず、信頼できる人柄、生徒に対する優しさ、真面目に向き合う姿勢。」「あの大音量、あのスピード感。外国でも活躍できたのは誰にも負けない圧倒的なパワーを有するから他にありません。」と、信頼を得ている。

## ディスコグラフィー
- 本間大嗣のロックドラム入門 （VHS） 4515990000238